# Древнеримские цари
Древнеримские цари (лат. Reges Romae) — легендарные и полулегендарные правители Древнего Рима в так называемый царский период до основания Республики. Римские первоисточники (в том числе Тит Ливий) упоминают семерых царей.

## Список
| Древнеримские цари     | Древнеримские цари     |
| Царь                   | Годы правления         |
| ---------------------- | ---------------------- |
| Ромул                  | (753—716 год до н. э.) |
| Нума Помпилий          | (716—674 год до н. э.) |
| Тулл Гостилий          | (674—642 год до н. э.) |
| Анк Марций             | (642—617 год до н. э.) |
| Луций Тарквиний Приск  | (617—579 год до н. э.) |
| Сервий Туллий          | (579—535 год до н. э.) |
| Луций Тарквиний Гордый | (535—509 год до н. э.) |